# District de Qinghe (Huai'an)
Pour les articles homonymes, voir Qinghe.
Le district de Qinghe (清河区 ; pinyin : Qīnghé Qū) est une subdivision administrative de la province du Jiangsu en Chine. Il est placé sous la juridiction de la ville-préfecture de Huai'an.